# Haliplus obliquus
Haliplus obliquus es una especie de escarabajo acuático del género Haliplus, familia Haliplidae. Fue descrita científicamente por Fabricius en 1787.
Esta especie habita en Gran Bretaña e Irlanda del Norte, Bélgica, Países Bajos, España, Irlanda, Francia, Suecia, Alemania, Dinamarca, Estonia, Luxemburgo, Austria, Italia, Suiza, Finlandia, Noruega, Polonia, Liechtenstein, Federación Rusa.